# Аданим
Аданим (ивр. עֲדָנִים‎ , дословно — «Наслаждения», мн. ч. от Эдем) — мошав в центральной части Израиля. Расположен на равнине Шарон близ Ход-ха-Шарона. Подпадает под юрисдикцию регионального совета Дром-ха-Шарон. В 2020 году его население составляло 515 человек.

## История
Мошав был основан в 1950 году иммигрантами из Румынии. Первоначально он назывался «Яркона бе-хархава» (ивр. ירקונה בהרחבה‎) до того, как был переименован в честь фразы из книги Псалмов:

Ты даешь им напиться из Своей реки наслаждений
Оригинальный текст (иврит)יִרְוְיֻן מִדֶּשֶׁן בֵּיתֶךָ וְנַחַל עֲדָנֶיךָ תַשְׁקֵם.
— Пс. 35:9

## Галерея

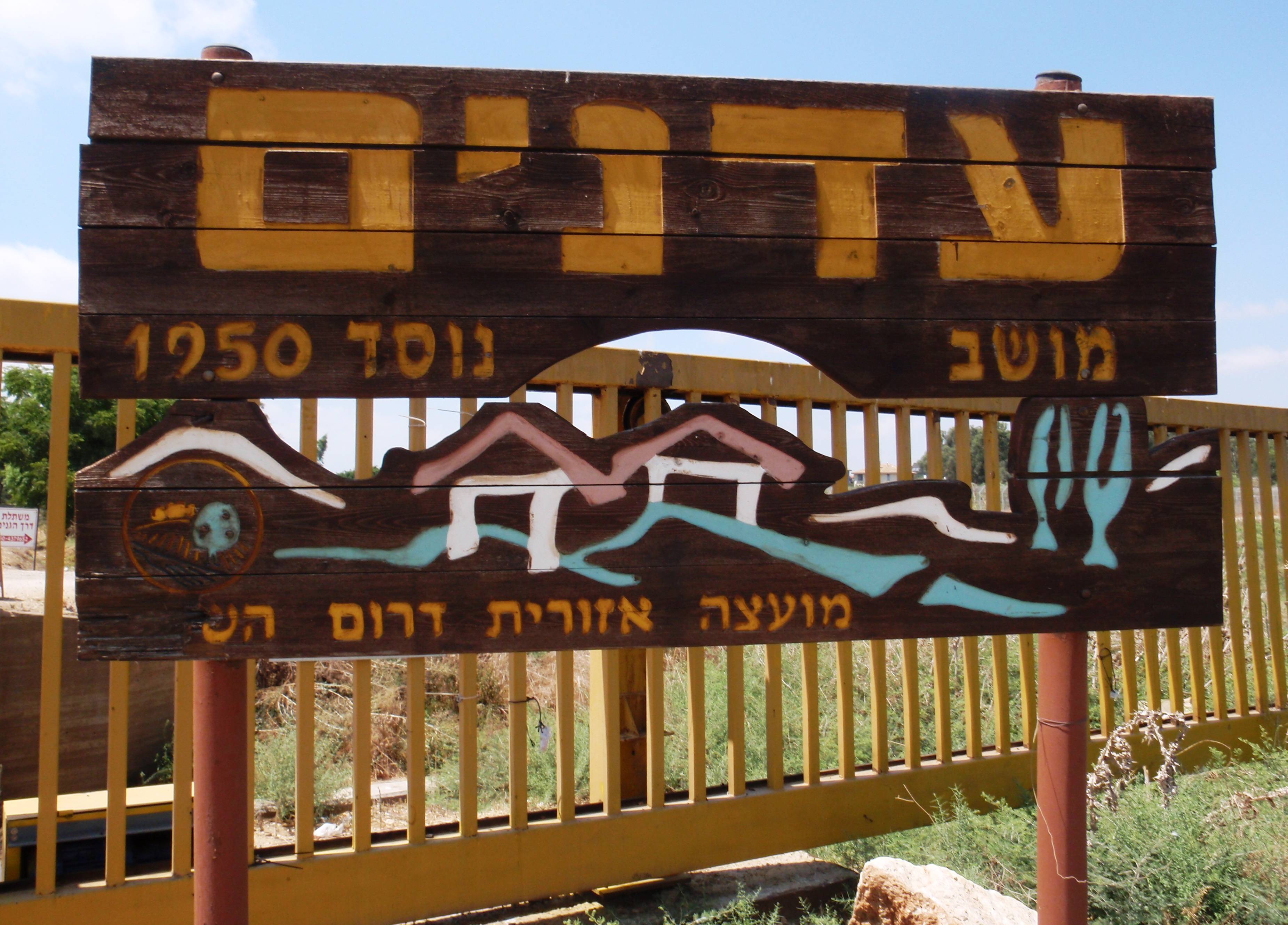
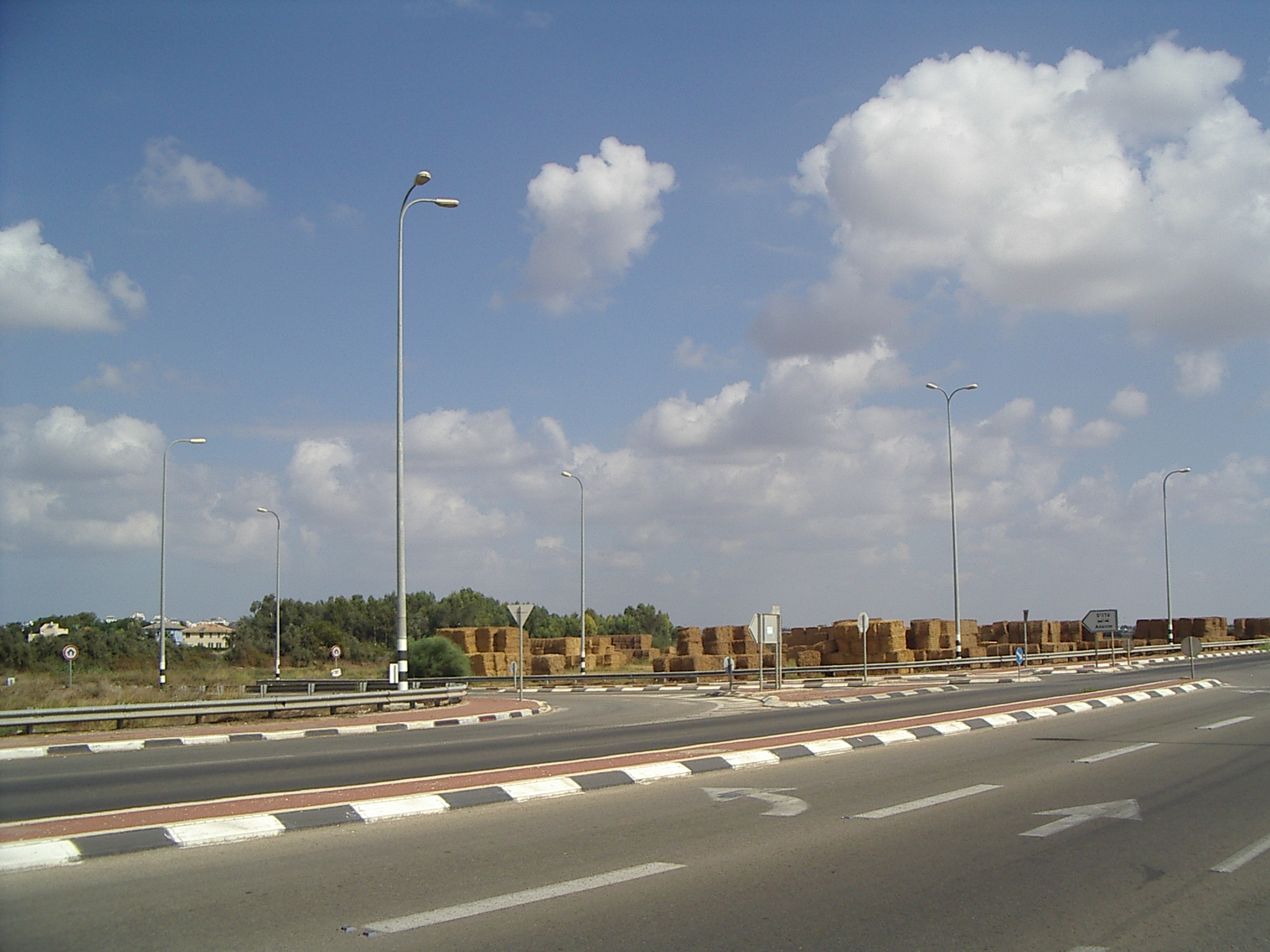
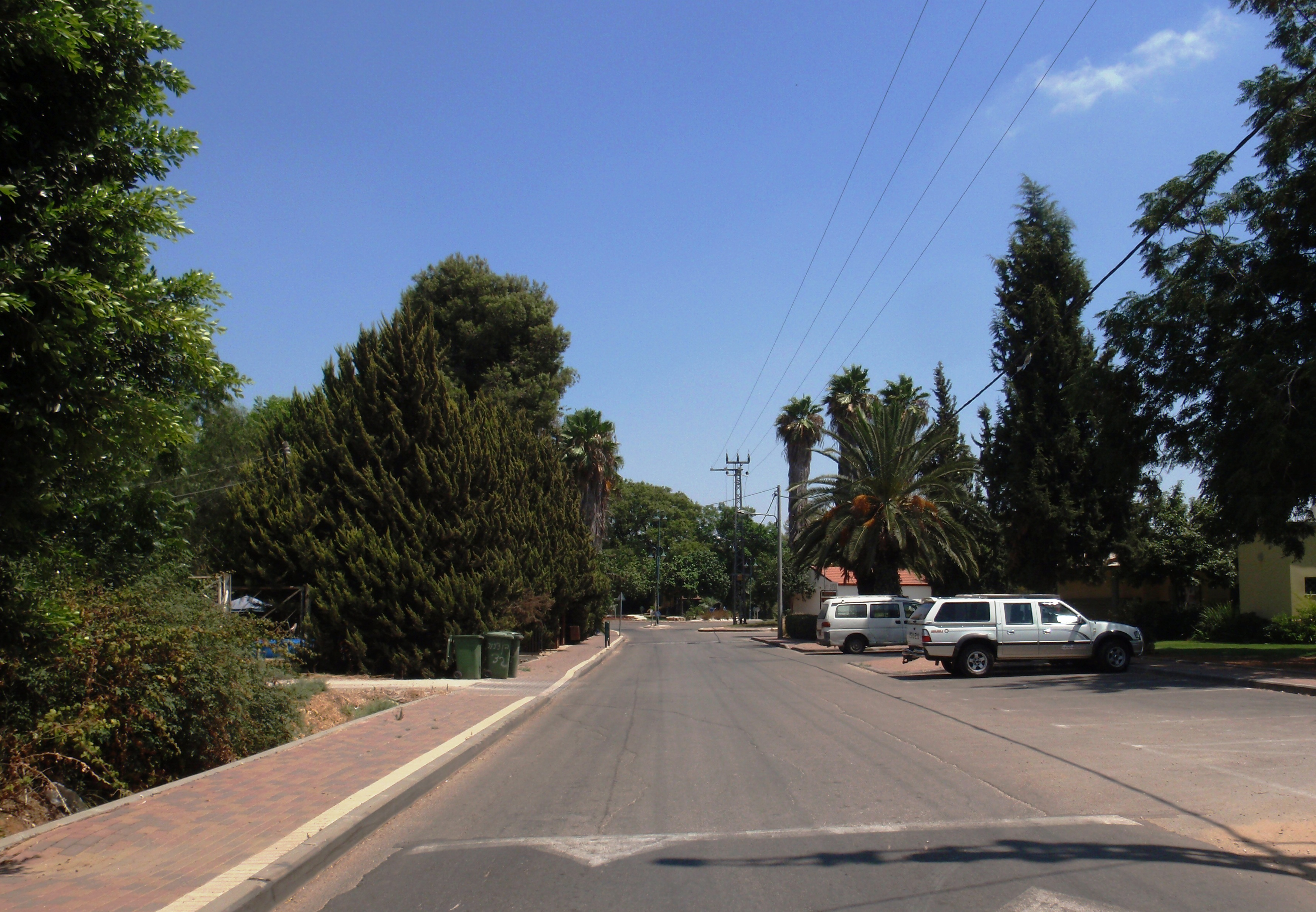
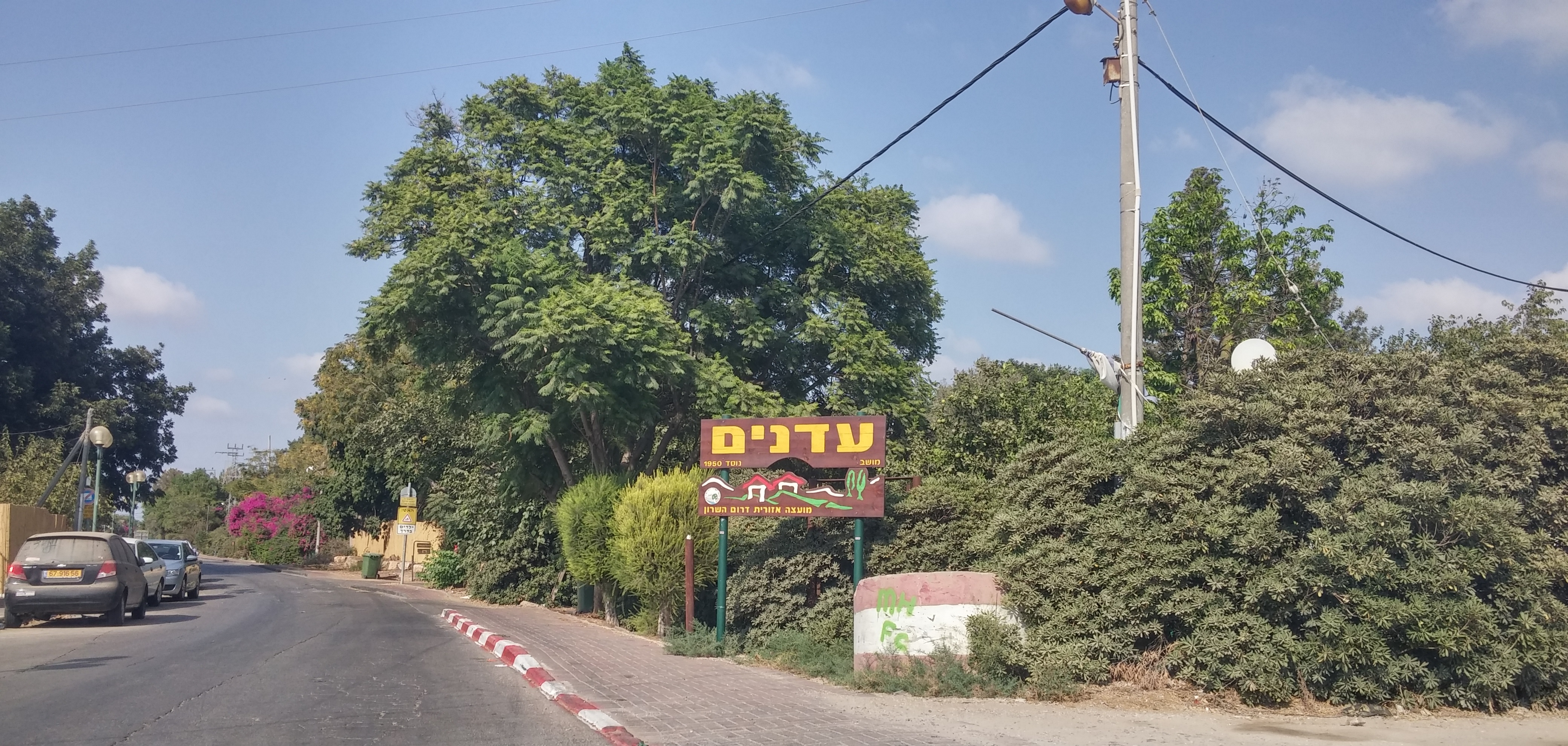

## Население
По данным Центрального статистического бюро Израиля, население на начало 2020 года составляло 515 человек.